# Черкаський (зупинний пункт)
Черка́ський — пасажирська зупинна залізнична платформа Лиманської дирекції Донецької залізниці.
Розташована у центрі смт. Черкаське, Краматорський район, Донецької області на лінії Слов'янськ — Лозова між станціями Шидловська (1 км) та Бантишеве (11 км).
Станом на початок 2016 р. через платформу слідують приміські електропоїзди, проте не зупиняються.